# Cymatoceps nasutus
Cymatoceps nasutus és un peix teleosti de la família dels espàrids i de l'ordre dels perciformes.

## Morfologia
C. nasutus és l'única espècie del gènere Cymatoceps.
Pot arribar als 150 cm de llargària total i als 34,4 kg de pes.

## Distribució geogràfica
Es troba a les costes de Sud-àfrica.